# Folioceros amboinensis
Folioceros amboinensis es una especie de Anthocerotopsida del género Folioceros, de la familia Anthocerotaceae, del orden Anthocerotales.

## Taxonomía
Fue descrita científicamente por (Schiffn.) Piippo. Fue publicado por primera vez en Piippo, S. (1993). Bryophyte flora of the Huon Peninsula, Papua New Guinea. LIV. Anthocerotophyta. Acta Botanica Fennica, 148, 27–51.